# Gaesum
Das Gaesum, auch Gaisom war ein schwerer Speer gallischen bzw. makedonischen Ursprungs.

## Beschreibung und Verwendung
Dieser Speer bestand aus einem 130 cm langen Holzschaft, auf den eine lange eiserne Spitze von etwa 70 cm aufgesetzt war. Diese Eisenspitze sollte verhindern, dass der Feind den Speer mit einem Schwert abhacken konnte. Die breite Klinge selbst war ca. 20 cm lang. Aufgrund dieser Umstände war das Gaesum sehr schwer. Es ähnelt dem von Keltiberern verwendeten Soliferrum und hatte ähnliche Funktionen. Dieser Speer wurde sowohl zum Werfen als auch zum Stechen im Nahkampf verwendet.

## Geschichte
Die Waffe kam aus Gallien, wurde aber auch schon früh von Makedoniern verwendet. Vor allem in den Alpen kam das Gaesum häufig zum Einsatz. Insbesondere bei Angriffen der Kelten auf griechische Siedlungsgebiete und auch in Gefechten innerhalb des keltischen Königreichs Galatien wurden diese Speere effektiv eingesetzt. Über die keltischen Völker der Provinz Raetia, die um 15 v. Chr. zum Römischen Reich kamen, kam dieser Speer dann auch über Hilfstruppen in das römische Imperium. Um 100 n. Chr. verschwand die Waffe von den Schlachtfeldern.